# Кроуфорд, Дин
Дин Кроуфорд (англ. Dean Crawford; 28 февраля 1958, Виктория — 6 декабря 2023) — канадский гребец, выступавший за сборную Канады по академической гребле в первой половине 1980-х годов. Чемпион летних Олимпийских игр в Лос-Анджелесе, участник двух чемпионатов мира, победитель и призёр регат национального значения.

## Биография
Дин Кроуфорд родился 28 февраля 1958 года в городе Виктория провинции Британская Колумбия, Канада.
Занимался академической греблей во время учёбы в Викторианском университете, состоял в местной гребной команде «Виктория Вайкс», неоднократно принимал участие в различных студенческих регатах.
Дебютировал на взрослом международном уровне в сезоне 1983 года, когда вошёл в основной состав канадской национальной сборной и побывал на чемпионате мира в Дуйсбурге — в зачёте восьмёрок сумел квалифицироваться лишь в утешительный финал В и расположился в итоговом протоколе соревнований на восьмой строке.
Благодаря череде удачных выступлений удостоился права защищать честь страны на летних Олимпийских играх 1984 года в Лос-Анджелесе. В программе восьмёрок обошёл всех своих соперников в главном финале, в том числе на 0,42 секунды опередил ближайших преследователей из Соединённых Штатов, и тем самым завоевал золотую олимпийскую медаль. Таким образом, впервые в истории канадская восьмёрка стала лучшей на Олимпийских играх.
После лос-анджелесской Олимпиады Кроуфорд ещё в течение некоторого времени оставался в составе гребной команды Канады и продолжал принимать участие в крупнейших международных регатах. Так, в 1985 году он отметился выступлением на мировом первенстве в Хазевинкеле, где в распашных четвёрках без рулевого финишировал пятым.
За выдающиеся спортивные достижения введён в Зал славы спорта Британской Колумбии (1985) и Канадский олимпийский зал славы (2003).
Получив учёную степень в области информатики и экономики, впоследствии работал IT-менеджером. Занимал должность президента плавательного клуба Swim BC.